# Lago Minnewanka

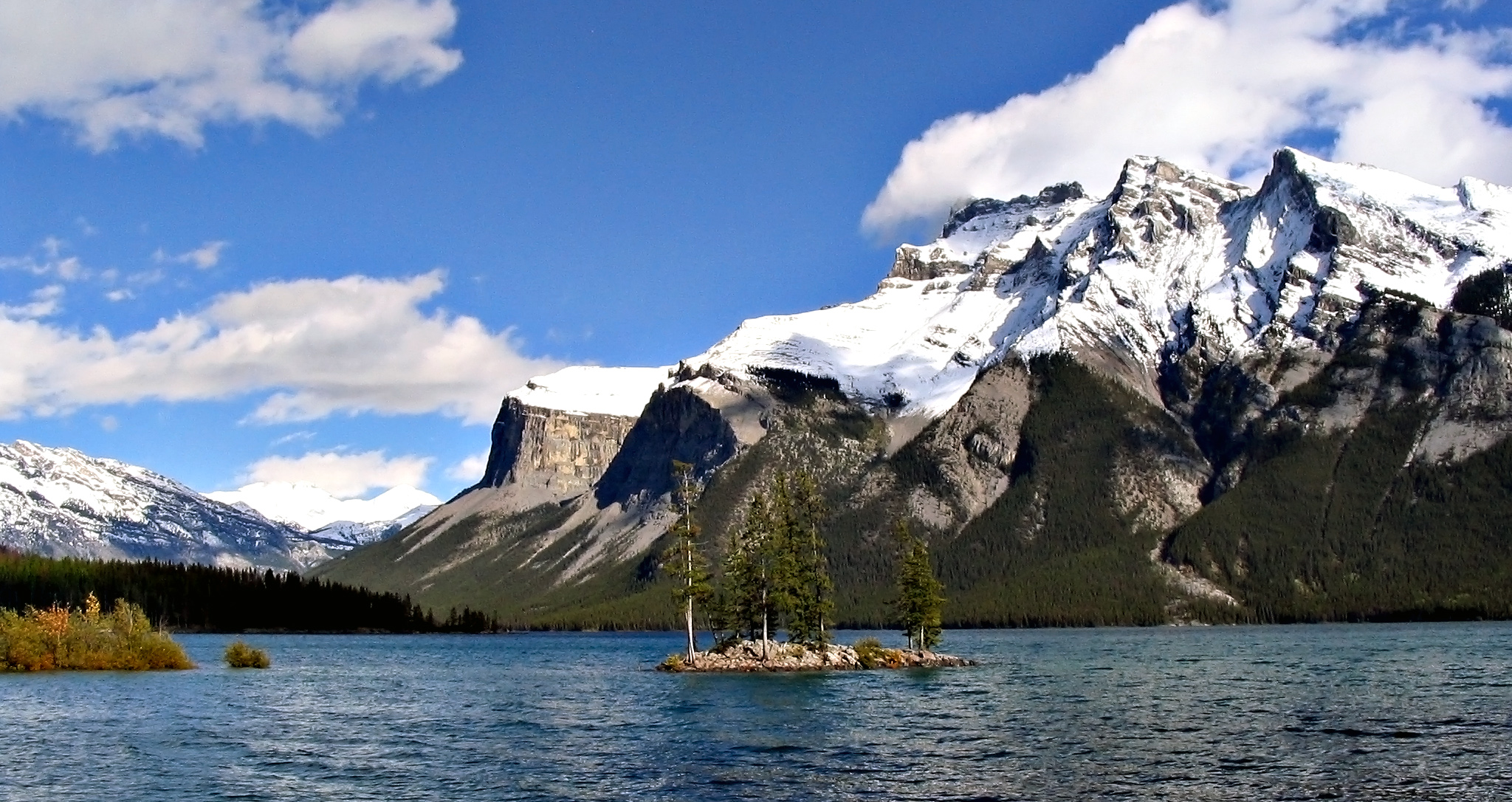
Lago Minnewanka

El lago Minnewanka (en siux: «Agua de los espíritus») es un lago glaciar situado en la zona oriental del Parque nacional Banff en la provincia de Alberta, Canadá, a unos cinco kilómetros (3,1 millas) al noreste del poblado de Banff. El lago está a 28 km (17 millas) de largo y 142 m (466 pies) de profundidad, por lo que es el lago más largo de los parques de montaña de las Montañas Rocosas canadienses (el resultado de una represa de energía en el extremo oeste). 
El lago es alimentado por el río Cascade, que fluye al este de las Montañas Cascade, y corre hacia el sur a través de Stewart Canyon medida que se vacía en el extremo occidental del lago. Numerosos arroyos que bajan desde el monte Inglismaldie, Girouard Monte y Peechee monte en el lado sur del lago también se alimentan del lago.
Los pueblos aborígenes a largo zonas habitadas alrededor del lago Minnewanka, tan pronto como hace 10.000 años, de acuerdo a las herramientas de piedra y una punta de lanza de punta Clovis descubiertos por los arqueólogos. La zona es rica en vida animal (por ejemplo, el alce, venado bura, ovejas de montaña, osos) y la fácil disponibilidad de la roca en el terreno montañoso era clave para la configuración de las armas para la caza. 
El extremo occidental del lago se puede llegar siguiendo el camino del lago Minnewanka de la autopista Trans-Canadá. Paseos en barco están disponibles cerca de la playa de estacionamiento. Una pista de senderismo y ciclismo de montaña corre a lo largo de la orilla norte del lago, pasando Stewart Canyon y seis cámpines fuera de pista.  Monte Aylmer que en 3162 m (10.374 pies) es la montaña más alta de esta zona del parque, se encuentra una pocos kilómetros al norte del lago.
Las presas fueron construidas en 1912 y 1941 para abastecer a la ciudad con la energía hidroeléctrica. La presa más reciente (1941) planteó el lago de 30 m (98 pies) y sumergido el pueblo turístico de aterrizaje Minnewanka que habían estado presentes desde 1888. Debido a la presencia de la aldea sumergida, sumergidos pilotes del puente, y el dique sumergido (el de 1912) del lago es muy popular entre los buceadores recreativos.
- Datos: Q2671348
- Multimedia: Lake Minnewanka / Q2671348